# Ода Мейсенская
Ода Мейсенская (около 996 — не ранее 1025) — княгиня Польши (1018—1025) и первая королева Польши (1025), супруга Болеслава I Храброго. Дочь Эккехарда I, маркграфа Мейсена и Сванехильды, дочери Германа Биллунга.

## Биография
30 января 1018 года был подписан Будишинский мир между Генрихом II, императором Священной Римской империи и Болеславом I Храбрым. Польский князь был явным победителем в конфликте, поскольку он сумел сохранить свой суверенитет над оспариваемыми марками Лужица и Мейсеном, не как феодальными владениями, а как частью польской территории; также он получил от императора военную помощь в его походе против Киевской Руси.
Во время мирных переговоров в Ортенбургском замке было решено, что Болеславу I, который был вдовцом, следует укрепить династические связи с германским дворянством с помощью нового брака. Невестой была выбрана Ода, дочь покойного маркграфа Эккехарда I, бывшего союзника польского князя. Свадьба состоялась через четыре дня после официального подписания мирного договора, 3 февраля в замке Чичани (на месте современного Гросса-Зайтшена, Цинница или Цютцена).
В браке родилась лишь один ребёнок — дочь Матильда (после 1018 — после 1036), названная так в честь сестры Оды. Союз, вероятно, не был счастливым из-за почти тридцатилетней разницы в возрасте между супругами и романа Болеслава I с Предславой, дочерью великого князя киевского Владимира I. Также счастью в браке не способствовала распутная жизнь Оды до свадьбы.
Согласно летописцу Яну Длугошу, Ода была коронована королевой Польши вместе со своим мужем 18 апреля 1025 года. Дальнейшая судьба Оды и место захоронения неизвестны.